# زمین‌لرزه ۱۹۹۸ پاپوآ گینه نو
زمین‌لرزه پاپوآ گینه نو  در تاریخ ۱۷ ژوئیه ۱۹۹۸ میلادی، برابر با ‎۲۶ تیر ۱۳۷۷، ساعت ۸:۴۹:۱۳ به زمان یوتی‌سی در پاپوآ گینه نو رخ داد. ژرفای این زلزله ۱۰ کیلومتر بود، و بزرگی آن ۷ در مقیاس Mw اعلام شده‌است. زمین‌لرزه به وقت محلی در روز جمعه، ساعت ۱۸ روی داده و منطقه زمانی آن یوتی‌سی +۱۰ بوده‌است .
سازمان زمین‌شناسی آمریکا نیز رومرکز این زمین‌لرزه را در مختصات ۲°۵۷′۴۰″جنوبی ۱۴۱°۵۵′۳۴″شرقی / ۲٫۹۶۱°جنوبی ۱۴۱٫۹۲۶°شرقی و ژرفای آنرا در ۱۰ کیلومتر گزارش کرده‌است. بزرگی برگزیدهٔ این سازمان از میان بزرگیهای محاسبه‌شدهٔ مختلف ۷ در مقیاس Mw بوده و از دید اثر، در میان چهار دسته‌بندی «نامحسوس»، «محسوس»، «زیان‌آور» یا «با تلفات»، زلزله را «با تلفات» اعلام کرده‌است.چندین روستا در زمین‌لرزه خراب شده‌است.سونامی نیز در این زلزله گزارش شده‌است.
پروژهٔ «تنسور گشتاور مرکزوار» زاویه‌های (راستا، شیب، ریک) گسل سازندهٔ زمین‌لرزه و صفحه عمود بر آنرا (°۱۴۶، °۱۹، °۱۲۷) یا (°۲۸۷، °۷۵، °۷۸) و نوع گسل را «معکوس» فرارسانده‌است.
زمین‌لرزه هیچ کشته‌ای نداشته و شمار زخمیان ۱۰۰۰ نفر برآورده شده‌است.بی‌خانمان شدگان نیز ۹۵۰۰ نفر اعلام شده‌است.